# Силури
Силури су били моћно и ратоборно келтско племе из јужног Велса. Према Тациту су имали тамну боју лица и коврџаву косу. Сматрао је да су се доселили из Шпаније у далекој прошлости. Римљани су ратовали са њима од 48. до 78. године, када су коначно поражени.